# Schlacht bei Inkerman
Oltenița – Achalziche – Başgedikler – Sinope – Cetate – Silistra – Nigojeti – Tscholok – Odessa – Kurekdere – Petropawlowsk-Kamtschatski – Alma – Sewastopol – Bomarsund – Balaklawa – Inkerman – Jewpatorija – Taganrog – Çorğun – Kars – Tschernaja – Malakow – Kinburn – Pariser Frieden
Die Schlacht bei Inkerman war eine militärische Auseinandersetzung am 5. November 1854 im Krimkrieg. Das Vereinigte Königreich Großbritannien und Irland und das Kaiserreich Frankreich standen dem Russischen Kaiserreich während der Belagerung von Sewastopol gegenüber. Die Schlacht endete mit einem Sieg der Alliierten.

## Hintergrund und Ausgangslage
Am 14. September waren die verbündeten Briten, Franzosen und Türken in Jewpatorija auf der Krim gelandet. Kurz darauf hatten sie die Festung Sewastopol eingeschlossen und für ca. ein Jahr belagert. Ein Versuch der Russen, die Belagerung durch eine aus Bessarabien herangeführte Entsatzarmee zu beenden, führte am 25. Oktober 1854 zur Schlacht von Balaklawa. Die Schlacht endete unentschieden und führte nicht zur Aufhebung der Belagerung.

## Gliederung der Alliierten
- Britische Armee (Lord Raglan)
  - 1. Infanteriedivision (George, 2. Duke of Cambridge)                 1.331 Mann
  - 2. Infanteriedivision (Pennefather)                          2.956 Mann
  - 3. Infanteriedivision (Richard England)                                    281 Mann
  - 4. Infanteriedivision (Cathcart)                     2.217 Mann
  - Leichte Division (George Brown)                                            649 Mann

- Französische Armee (Bosquet)
  - Brigade Bourbakis                             2.115 Mann
  - Brigade d'Autemarre                                                      3.670 Mann
  - Truppen unter Monet                                                      2.432 Mann

Die Stärken der Truppen drücken aus, wie viele Soldaten die Einheiten in der Schlacht eingesetzt hatten, nicht ihre nominelle Stärke.

## Gliederung der Russen
- Russische Armee (Menschikow)
  - Korps Sojmonow 19.000 Mann
    - 10. Division
    - 16. Division
    - 17. Division / 1. Brigade

  - Korps Pawlow 16.000 Mann
    - 11. Division
    - 17. Division / 2. Brigade

  - Korps Gortschakow 22.000 Mann (bei Balaklawa)

## Die Schlacht
Am 5. November 1854 versuchten die eingeschlossenen Russen einen Ausfall gegen die britischen Truppen, die bei Inkerman standen. Sie gingen in drei Abteilungen vor. Während General Gortschakow die Franzosen mit 22.000 Mann bei Balaklawa binden sollte, griffen General Fjodor Iwanowitsch Sojmonow und General Prokofij Jakowlewitsch Pawlow die Briten mit insgesamt 35.000 Mann bei Inkerman an.
Die Russen versuchten, den Briten in die Flanke zu fallen, indem sie die Hügel am nördlichen Ende der britischen Stellung besetzten. Die Briten drehten daraufhin ihre Frontlinie und gingen zur Verteidigung über. Etwa drei Stunden lang verteidigten ungefähr 8.000 Briten ihre Stellung gegen rund 30.000 Russen in erbitterten Kämpfen. Dann griffen französische Zuaven und die Fremdenlegionäre die Russen wiederum in der Flanke an und zwangen diese zum Rückzug.
Den Alliierten gelang es auf diese Weise, einen russischen Durchbruch zu verhindern und die Belagerung fortzusetzen, allerdings mussten sie sehr hohe Verluste hinnehmen. Die kämpfenden britischen Einheiten verloren mehr als ein Drittel ihrer Männer, inklusive des Kommandeurs der die Hauptlast des Kampfes tragenden Division, Generalmajor George Cathcart.